# Omar el-Bechir
Omar Hassan Ahmed el-Bechir (en arabe : عمر حسن أحمد البشير), né le 1er janvier 1944 à Hosh Bonnaga (en), est un militaire et homme d'État soudanais. Auteur du coup d'État de 1989, il reste au pouvoir durant trente ans, il est mis en accusation par la Cour pénale internationale pour génocide, crimes contre l’humanité et crimes de guerre dans le cadre de la guerre du Darfour. Il est renversé par un coup d’État de l'armée le 11 avril 2019, à la suite de quatre mois de manifestations populaires, puis est emprisonné.

## Biographie

### Origines et éducation
Issu d'une famille paysanne modeste de la tribu des Al-Bedairyya Al-Dahmashyya (tribu arabe mélangée aux noirs autochtones).
Omar el-Bechir naît dans le village soudanais de Hoshe Bannaga, où il reçoit son enseignement primaire. Sa famille déménage ensuite à Khartoum, où il suit son enseignement secondaire.

### Famille
Il est marié à sa cousine Fatma Khaldid. Il a aussi une seconde épouse, Widad Babiker Omer, qui a déjà des enfants de son premier mari Ibrahim Shamsaddin, membre du Conseil du commandement révolutionnaire pour le salut national, mort lors d'un accident d'hélicoptère. Bechir, quant à lui, n'a pas d'enfant.
Il est le neveu de l'écrivain, journaliste et homme politique Al Taib Mustafa.

### Carrière militaire
Il rejoint les forces armées soudanaises durant son adolescence, et étudie à l'Académie militaire égyptienne, au Caire. Rapidement, il gravit les échelons et devient parachutiste. Il sert ensuite dans les forces armées égyptiennes, pendant la guerre du Kippour de 1973.

### Prise de pouvoir
Revenu au Soudan, Omar el-Bechir est chargé des opérations militaires contre l'Armée populaire de libération du Soudan, dans la moitié sud du pays.
Le 30 juin 1989, devenu colonel, il renverse, avec l'aide d'un groupe d'officiers, l'instable coalition gouvernementale du Premier ministre Sadeq al-Mahdi. Tous les partis politiques ainsi que le Parlement sont dissous. Bechir prend la tête du Conseil du commandement révolutionnaire pour le salut national nouvellement établi, ainsi que les fonctions de chef de l'État, Premier ministre, chef des forces armées et ministre de la Défense avant de devenir officiellement président de la République le 16 octobre 1993.

### Exercice du pouvoir
Sous le commandement d'Omar el-Bechir, le nouveau gouvernement militaire suspend les partis politiques et introduit au niveau national un code légal islamique. Il écarte l'islamiste Hassan al-Tourabi, avec lequel il était allié, lorsque Tourabi veut assumer seul le pouvoir en 1999.
En 1997, les chemins de fer soudanais sont privatisés.
Dans les années 2000, sa présidence est marquée par des négociations avec les sécessionnistes du Sud du pays, le rapprochement avec la république populaire de Chine et la guerre civile au Darfour.

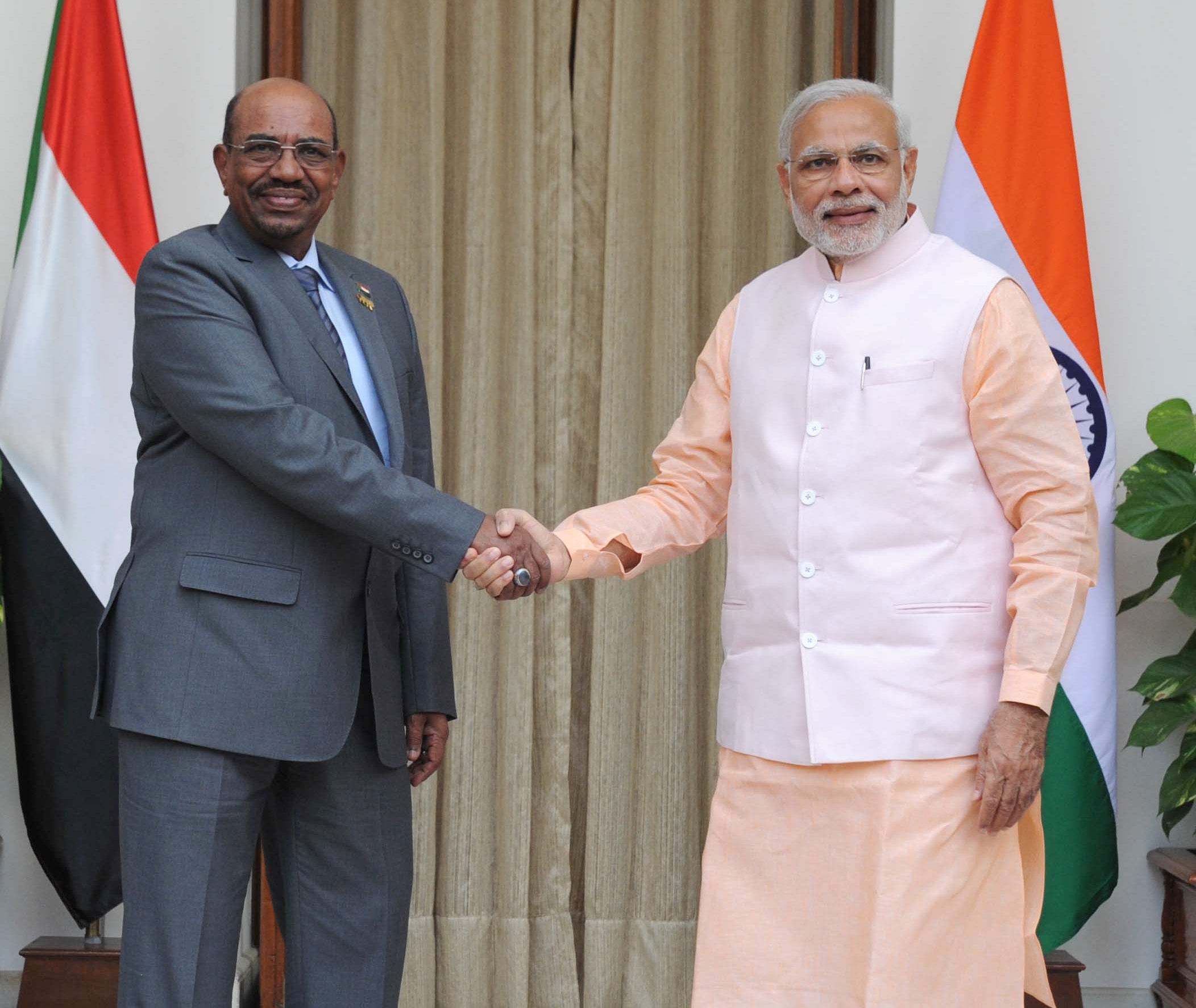
Omar el-Bechir et Narendra Modi en 2015.

En mars 2009 puis en juillet 2010, la Cour pénale internationale (CPI) émet un mandat d'arrêt international contre Omar el-Bechir. La juridiction l'accuse de crime de guerre, crime contre l'humanité et génocide dans le cadre de la guerre civile au Darfour. Il est le premier chef d'État en exercice à faire face à un mandat d'arrêt international.
Omar el-Bechir est réélu en 2010 à la tête du Soudan avec 68,2 % des voix. Il est également reconduit à l'issue de l'élection présidentielle de 2015, avec 94 % des suffrages.
Il joue un rôle de médiateur en compagnie de Salah Gosh dans la résolution de la guerre civile sud-soudanaise.
Il applique en 2018 le plan d'austérité du Fonds monétaire international (FMI), transférant certains secteurs des importations au secteur privé. En conséquence, le prix du pain est doublé et celui de l’essence augmente de 30 %. L’inflation atteint les 40 %. Des mouvements étudiants et le Parti communiste soudanais organisent des manifestations pour contester cette politique. Omar el-Bechir réagit en faisant arrêter le secrétaire général du Parti communiste et deux autres dirigeants du parti, et par la fermeture de six journaux.
Le 10 août 2018, son parti annonce sa candidature à un sixième mandat, et annonce des démarches prochaines en vue d'une telle candidature, la Constitution limitant le nombre de mandats à deux.

### Révolution et destitution
Le régime est confronté à partir de décembre 2018 au plus important mouvement de protestation de l'histoire récente du pays. Le soulèvement se forme dans les villes de l’extrême nord du pays, en particulier autour d'Atbara, agglomération ouvrière et fief du syndicalisme soudanais. Les manifestants réclament initialement de meilleures conditions de vie (plus de 20 millions de personnes vivent sous le seuil de pauvreté), puis, en raison de la répression, la démission du président.
Omar el-Bechir cède le 1er mars 2019 la présidence du parti Congrès national à Ahmed Haroun.
Le mois suivant, le 11 avril, après plus de trois mois de manifestations et six jours de rassemblements devant sa résidence, l'armée le destitue et procède à son arrestation. Quelques heures auparavant, sa démission est annoncée dans les médias. L'armée arrête également plusieurs personnes dans les rangs du parti au pouvoir. Celle-ci souhaite gouverner le pays pendant deux années. Au lendemain de sa destitution, la junte annonce qu’Omar el-Bechir ne sera pas extradé à la CPI mais jugé au Soudan. Quelques jours plus tard, celle-ci déclare que la décision sur son éventuel transfert à la CPI sera tranchée par le prochain gouvernement élu.
Le 21 septembre 2021, les autorités soudanaises annoncent qu'une tentative de coup d'État, menée par des partisans d'el Bechir, a été déjouée,.

### Procès
Il est transféré en prison le 16 avril 2019, de même que deux de ses frères. Il est inculpé pour « le meurtre de manifestants » le 13 mai 2019. Après que quelque 100 millions de dollars sous forme de livres soudanaises, de dollars et d'euros auraient été saisis à son domicile, il est inculpé pour corruption le 13 juin 2019.
Son premier procès débute le 19 août. Ses avocats réclament sa libération sous caution, alors que Bechir a par ailleurs reconnu avoir touché de l'argent de l'Arabie saoudite. Il est inculpé pour « possession de fonds étrangers ». Il affirme, témoins à l'appui, avoir fait don de cet argent aux Forces de soutien rapide et à une université. Le 14 décembre, il est condamné à deux ans de prison ; étant âgé de plus de 70 ans, il doit purger sa peine dans un centre spécialisé.
Un second procès concernant le meurtre de manifestants est prévu. Un autre est prévu au sujet des crimes au Darfour. Son quatrième procès s'ouvre le 20 juillet 2020, au sujet de son coup d'État en 1989.
Détenu à la prison de Kobar depuis avril 2019, Omar el-Bechir obtient en avril 2022 son transfert à l'hôpital militaire al-Alya en raison d'un état de santé jugé préoccupant (principalement de l'hypertension artérielle). Cependant, plusieurs vidéos semblent montrer el-Bechir en bonne santé et un militant des droits humains, Moez Hazrat, déclare que le rapport médical qui a permis le transfert d'el-Bechir a été falsifié.

## Poursuites judiciaires de la CPI
Le 14 juillet 2008, le procureur de la Cour pénale internationale (CPI), Luis Moreno Ocampo, demande aux juges de la CPI d'émettre un mandat d'arrêt contre Omar el-Bechir en raison de soupçons de crimes de génocide, de crimes contre l’humanité et de crimes de guerre au Darfour. Le procureur accuse Bechir d'être à l'origine d'une campagne systématique d'intimidation, de meurtres, de viols contre trois groupes ethniques du Darfour : les Fours, les Masalits et les Zaghawas. Ces campagnes auraient en outre forcé le déplacement de près de trois millions de personnes,,.
La chambre préliminaire de la CPI décide le 4 mars 2009 que la preuve est suffisante pour émettre un mandat d'arrêt international à l'encontre d'Omar el-Bechir pour crimes contre l'humanité et crimes de guerre. Les juges refusent cependant la preuve soumise par le bureau du procureur au sujet de l'accusation de génocide, malgré l'opinion dissidente du juge Ušacka qui conclut que la preuve est suffisante à ce stade des procédures. Après la présentation de nouvelles preuves par la procureur, la juge Sylvia Steiner, la juge Sanji Mmasenono Monageng et le juge Cuno Tarfusser (en) émettent le 12 juillet 2010 un nouveau mandat à l'encontre d'el-Béchir, y incluant des accusations pour génocide contre les Fours, les Masalits et les Zaghawas.

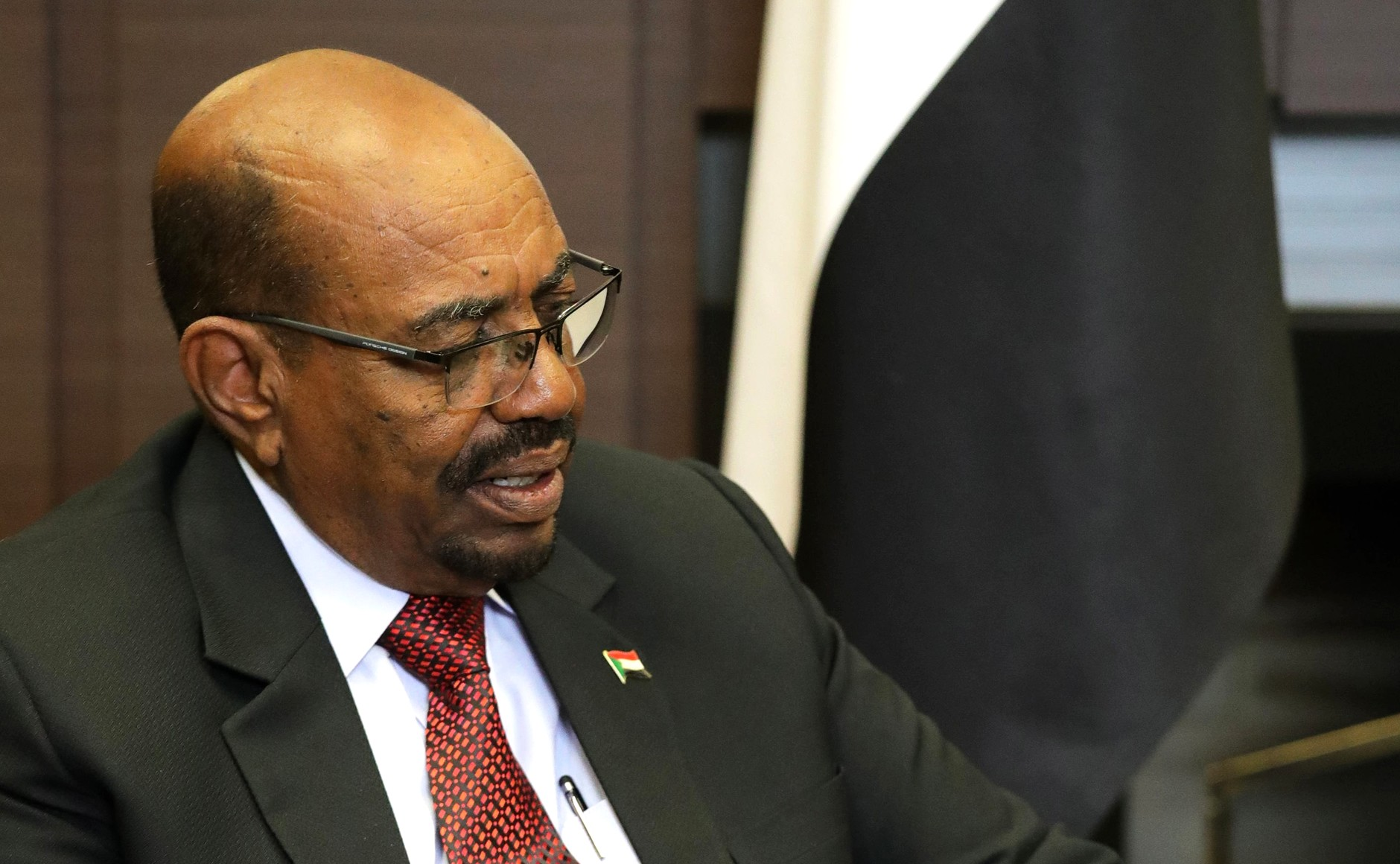
Omar el-Bechir en 2017 en Russie.

En plus d'être le premier chef d'État en exercice recherché par la CPI, Omar el-Bechir devient alors le premier accusé du crime de génocide devant la CPI. Plus généralement, les poursuites engagées par la juridiction sont pour certains le fruit d'un consensus international qui démontre que même les chefs d'État ne sont plus à l'abri de poursuites pénales, alors que d'autres font valoir que la CPI ne prend pas en compte la situation politique locale.
Si l'OTAN et Amnesty International sont favorables à son arrestation, la Ligue arabe et l'Union africaine refusent de donner suite au mandat. Après la décision de la CPI, Omar el-Bechir visite la Libye, le Qatar, l'Égypte, le Tchad, Djibouti, le Kenya, la Chine, l'Afrique du Sud, l'Inde ou encore la Russie sans être arrêté.
Bechir est également accusé de délits financiers. Luis Moreno Ocampo le soupçonne d'avoir détourné neuf milliards de dollars, qui seraient en partie chez Lloyds Banking Group.
Le 11 février 2020, un membre du Conseil de souveraineté annonce son transfert à la CPI. Le 11 août 2021, le Conseil des ministres du Soudan annonce la remise prochaine d'Omar el-Bechir, d'Ahmed Haroun et d'Abdel Rahim Mohamed Hussein à la CPI. Cette remise n'est toujours pas effective.